# Pietrabbondante
Pietrabbondante là một đô thị ở tỉnh Isernia trong vùng Molise, có cự ly khoảng 30 km về phía tây bắc của Campobasso và khoảng 20 km về phía đông bắc của Isernia. Tại thời điểm ngày 31 tháng 12 năm 2004, đô thị này có dân số 940 và diện tích là 27,3 km².
Đô thị Pietrabbondante có các frazioni (các đơn vị trực thuộc, chủ yếu là các làng) Arco, Macere, Ortovecchio, Ragusa-San Vincenzo, Sant'Andrea, Troilo, và Vigna La Corte.
Pietrabbondante giáp các đô thị: Agnone, Castelverrino, Chiauci, Civitanova del Sannio, Pescolanciano, Poggio Sannita.